# クロト (小惑星)
クロト (97 Klotho) は小惑星帯にある小惑星。メインベルトの小惑星の中でも太陽から遠い部類に入る。ルテティアやカリオペと同じM型小惑星であり、アルベドは低い。これらの小惑星の構成物質はよくわかっていない。
エルンスト・テンペルによってマルセイユで発見された。彼が五個目に、そして最後に発見した小惑星である。ギリシア神話の運命の三姉妹（モイライ）の長女、クロト（クロートー）にちなんで名づけられた。
2006年10月に鹿児島県で、2007年4月に茨城県でクロトによる掩蔽が観測された。